# Peter Sundström
Peter Sundström (* 14. Dezember 1961 in Skellefteå) ist ein ehemaliger schwedischer Eishockeyspieler, der in seiner aktiven Zeit von 1978 bis 1995 unter anderem für die New York Rangers, Washington Capitals und New Jersey Devils in der National Hockey League gespielt hat.     

## Karriere
Peter Sundström begann seine Karriere als Eishockeyspieler beim IF Björklöven, für den er von 1978 bis 1983 in der Elitserien aktiv war und mit dem er in der Saison 1981/82 erst in den Finalspielen um die schwedische Meisterschaft AIK Ishockey unterlag. In seiner Zeit bei Björklöven wurde der Angreifer im NHL Entry Draft 1981 in der dritten Runde als insgesamt 50. Spieler von den New York Rangers ausgewählt. für die er von 1983 bis 1986 in der National Hockey League aktiv war. Anschließend kehrte er für eine Spielzeit zu seinem Ex-Club Björklöven IF zurück, mit dem er in der Saison 1986/87 erstmals Schwedischer Meister wurde. 
Im Sommer 1987 kehrte Sundström in die NHL zurück, in der er zwei Jahre lang für die Washington Capitals auf dem Eis stand. Während der Saison 1989/90 lief er parallel für deren Ligarivalen New Jersey Devils und deren Farmteam aus der American Hockey League, die Utica Devils, auf. Anschließend kehrte er ein weiteres Mal nach Schweden zurück, wo er bis 1995 für die Malmö Redhawks aktiv war, mit denen er 1992 und 1994 jeweils die nationale Meisterschaft gewann.  

### International
Für Schweden nahm Sundström an der U20-Junioren-Weltmeisterschaft 1981, sowie den Weltmeisterschaften 1982, 1983 und 1987 teil. 

## Erfolge und Auszeichnungen
- 1981 Goldmedaille bei der U20-Junioren-Weltmeisterschaft
- 1982 Schwedischer Vizemeister mit dem IF Björklöven
- 1984 Silbermedaille beim Canada Cup
- 1987 Schwedischer Meister mit dem IF Björklöven
- 1987 Goldmedaille bei der Weltmeisterschaft
- 1992 Schwedischer Meister mit den Malmö Redhawks
- 1992 Europapokal-Gewinn mit Malmö IF
- 1994 Schwedischer Meister mit den Malmö Redhawks

## Familie
Sundströms Vater Elon und sein Zwillingsbruder Patrik waren ebenso professionelle Eishockeyspieler, wie sein Onkel Kjell. Sein Neffe Alexander spielt derzeit bei Brynäs IF in der schwedischen Elitserien.